# 아시아 육상 선수권 대회
아시아 육상 선수권 대회(Asian Athletics Championships)는 아시아 육상 경기 연맹이 주관하는 육상 대회이다. 2년에 한 번씩 열리며 제 1회 대회는 1973년 11월 필리핀 마닐라에서 첫 대회가 열렸다.
| 회차 | 연도 | 날짜                | 개최국     | 개최 도시    | 경기장                        | 종목 | 참가 선수 |
| ---- | ---- | ------------------- | ---------- | ------------ | ----------------------------- | ---- | --------- |
| 1    | 1973 | 11월 18일~11월 23일 | 필리핀     | 마닐라       | 마리키나 스포츠 컴플렉스      |      |           |
| 2    | 1975 | 6월 9일~6월 14일    | 대한민국   | 서울         | 동대문운동장                  |      |           |
| 3    | 1979 | 5월 31일~6월 3일    | 일본       | 도쿄         | 국립 가스미가오카 육상 경기장 |      |           |
| 4    | 1981 | 6월 5일~6월 7일     | 일본       | 도쿄         | 국립 가스미가오카 육상 경기장 |      |           |
| 5    | 1983 | 11월 3일~11월 9일   | 쿠웨이트   | 쿠웨이트시티 | 쿠웨이트 국립 경기장          |      |           |
| 6    | 1985 | 9월 25일~9월 29일   | 인도네시아 | 자카르타     | 겔로라 붕 카르노 스타디움     |      |           |
| 7    | 1987 | 7월 22일~7월 26일   | 싱가포르   | 싱가포르     | 싱가포르 국립경기장           |      |           |
| 8    | 1989 | 11월 14일~11월 19일 | 인도       | 뉴델리       | 자와할랄 네루 스타디움        |      |           |
| 9    | 1991 | 10월 19일~10월 23일 | 말레이시아 | 쿠알라룸푸르 | 마르데카 스타디움             |      |           |
| 10   | 1993 | 11월 30일~12월 4일  | 필리핀     | 마닐라       | 리살 기념 경기장              |      |           |
| 11   | 1995 | 9월 20일~9월 24일   | 인도네시아 | 자카르타     | 겔로라 붕 카르노 스타디움     |      |           |
| 12   | 1998 | 7월 19일~7월 22일   | 일본       | 후쿠오카     | 하카노모리 육상 경기장        |      |           |
| 13   | 2000 | 8월 28일~8월 31일   | 인도네시아 | 자카르타     | 겔로라 붕 카르노 스타디움     | 43   | 441       |
| 14   | 2002 | 8월 9일~8월 12일    | 스리랑카   | 콜롬보       | 수가사다사 경기장             | 43   |           |
| 15   | 2003 | 9월 20일~9월 23일   | 필리핀     | 마닐라       | 리살 기념 경기장              | 43   |           |
| 16   | 2005 | 9월 1일~9월 4일     | 대한민국   | 인천         | 인천문학경기장                | 43   | 536       |
| 17   | 2007 | 7월 25일~7월 29일   | 요르단     | 암만         | 암만 국제경기장               | 44   |           |
| 18   | 2009 | 11월 10일~11월 14일 | 중국       | 광저우       | 광둥 올림픽 스타디움          | 42   | 535       |
| 19   | 2011 | 7월 7일~7월 10일    | 일본       | 고베         | 고베 유니버시아드 기념 경기장 | 42   | 507       |
| 20   | 2013 | 7월 3일~7월 7일     | 인도       | 뉴델리       | 자와할랄 네루 스타디움        | 42   | 522       |
| 21   | 2015 | 7월 3일~7월 7일     | 중국       | 우한         | 우한 스포츠 센터              | 42   | 497       |
| 22   | 2017 | 7월 6일~7월 9일     | 인도       | 란치         | 부바네스와르                  |      |           |
| 23   | 2019 | 4월 21일~4월 24일   | 카타르     | 도하         |                               |      |           |
| 24   | 2023 | 7월 12일~7월 16일   | 태국       | 방콕         |                               | 45   | 728       |
| 25   | 2025 |                     | 대한민국   | 구미         | 구미시민운동장                |      |           |

## 같이 보기
- 아시안 게임 육상